# NGC 6086
NGC 6086 هي مجرة تتبع كوكبة الإكليل الشمالي. اكتشفها ألبرت مارث في 24 يونيو 1864.

## روابط خارجية
- NGC 6086 على موقع ويكي سكاي: DSS2, SDSS, GALEX, IRAS, Hydrogen α, X-Ray, Astrophoto, Sky Map, Articles and images